# プランク電荷
プランク電荷（プランクでんか）は、プランク単位系における電荷である。1プランククーロンは、約1.875 5459 × 10−18 クーロンである。
プランク電荷 {\displaystyle q_{p}} は、c を真空中の光速度 、{\displaystyle \hbar } をディラック定数、{\displaystyle \epsilon _{0}} を真空の誘電率とするとき、次式で表される。
{\displaystyle q_{p}={\sqrt {\hbar c4\pi \epsilon _{0}}}}
また、プランク電荷 {\displaystyle q_{p}} は、e を電気素量、{\displaystyle \alpha } を微細構造定数とするとき、次式で表される。
{\displaystyle q_{p}={\frac {e}{\sqrt {\alpha }}}}